# 트리플 A (야구)
트리플 A(Triple-A)는 마이너 리그에서 가장 높은 수준의 야구를 뜻한다. 트리플 A에는 인터내셔널 리그, 퍼시픽 코스트 리그, 그리고 메이저 리그의 독립 리그로 여겨지는 멕시칸 리그가 속해 있다.

## 같이 보기
- 인터내셔널 리그
- 퍼시픽 코스트 리그
- 멕시칸 리그